# Fayez Banihammad
Fayez Rashid Ahmed Hassan al-Qadi Banihammad (arabisk: فايز راشد احمد حسن القاضي بني حمد, Fāyaz Rāshid ʼAḥmad Ḥassan al-Qāḍī Banī Ḥammad) (19. marts 1978 – 11. september 2001) var en af de fem mænd, der nævnes af FBI, som flykaprer af United Airlines Flight 175 i terrorangrebet den 11. september 2001.